# Тополине (Бериславський район)
Топо́лине (в минулому — Ніколайталь, Микильське) — село в Україні, у Високопільській селищній громаді Бериславського району Херсонської області. Населення становить 188 осіб.
Село тимчасово окуповане російськими військами 24 лютого 2022 року.

## Історія
7 (20) листопада 1917 року, відповідно до Третього Універсалу Української Центральної Ради, увійшло до складу Української Народної Республіки.
12 червня 2020 року, відповідно до Розпорядження Кабінету Міністрів України від № 726-р «Про визначення адміністративних центрів та затвердження територій територіальних громад Херсонської області», увійшло до складу Високопільської селищної громади.
19 липня 2020 року, в результаті адміністративно-територіальної реформи та ліквідації  Високопільського району, увійшло до складу Бериславського району.

### Російсько-українська війна
Окуповане військами рф на початку березня 2022 року.
31 березня 2022 року ЗСУ звільнили село від російської окупації.

## Постаті
- Мельник Сергій Васильович (1974—2016) — сержант Збройних сил України, учасник російсько-української війни.

## Населення
Згідно з переписом УРСР 1989 року чисельність наявного населення села становила 227 осіб, з яких 112 чоловіків та 115 жінок.
За переписом населення України 2001 року в селі мешкало 188 осіб.

### Мовний склад
Рідна мова населення за даними перепису 2001 року:
| Мова       | Чисельність, осіб | Доля     |
| ---------- | ----------------- | -------- |
| Українська | 177               | 94,15 %  |
| Російська  | 6                 | 3,19 %   |
| Молдовська | 3                 | 1,60 %   |
| Інше       | 2                 | 1,06 %   |
| Разом      | 188               | 100,00 % |